# 梅陶滕
梅陶滕（西班牙語：Metauten）是西班牙纳瓦拉的一个市镇。总面积23平方公里，总人口295人（2001年），人口密度13人/平方公里。